# 65489 케토
65489 케토(65489 Ceto) 혹은 65489 세토(65489 Ceto)는 확장된 켄타우로스 천체다.

## 위성
포르키스((65849) Ceto I Phorcys)라는 위성이 있다.
지름은 약171±10km이다

## 같이 보기
- 반지름순 태양계 천체 목록